# Micromyrtus clavata
Micromyrtus clavata är en myrtenväxtart som beskrevs av John William Green och Barbara Lynette Rye. Micromyrtus clavata ingår i släktet Micromyrtus och familjen myrtenväxter. Inga underarter finns listade i Catalogue of Life.